# 안젤로 페루치
안젤로 페루치(이탈리아어: Angelo Peruzzi, Ufficiale OMRI, 1970년 2월 16일 ~ )는 이탈리아의 전 축구선수이다.
페루치는 2006년 FIFA 월드컵에서 우승한 이탈리아 축구 국가대표팀 엔트리 중에 가장 나이가 많은 선수였다. 그는 라치오에서 노장 골키퍼로 나이에 걸맞지 않는 우수한 활약을 펼쳤으며, 2006-07 시즌 세리에 A 올해의 선수 후보에 들기도 하였다. 그는 2007년 5월, AS 로마와 라치오의 로마 더비 경기를 끝으로 은퇴하였다.